# 巴西的共产党 (1993年)
巴西的共产党（缩写为PCB）是巴西的一个共产主义政党。1993年1月25日，巴西的共产党第十次代表大会决定把党名改为社会主义人民党，放弃马克思列宁主义，转以民主社会主义为目标。600名隶属于“保卫巴西共产党全国运动”派系的成员不同意这一决定，于3月25日另行召开一次代表大会，重建巴西的共产党。